# Военно-воздушные силы

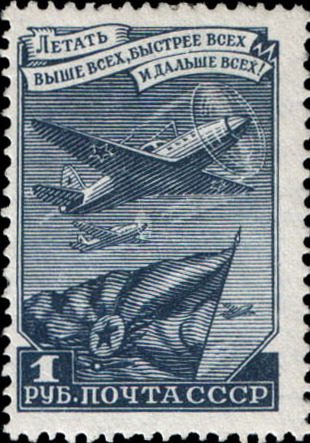
Лозунг, самолёты и Флаг военно-воздушных сил ВС Союза ССР, на марке Почта СССР, 1948 год

Флаг Военно-воздушных сил России

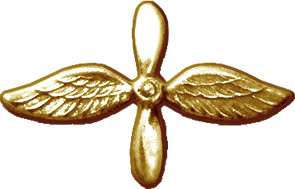
Эмблема ВВС России

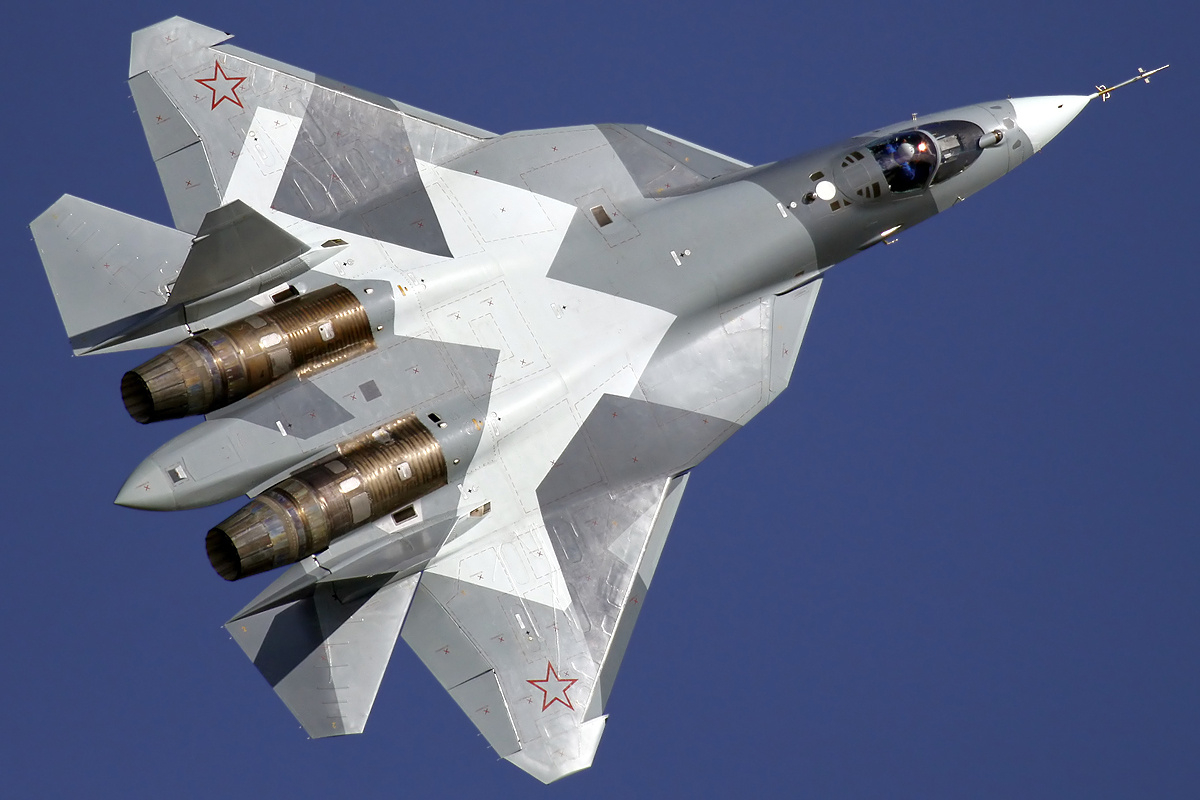
Истребитель пятого поколения Су-57

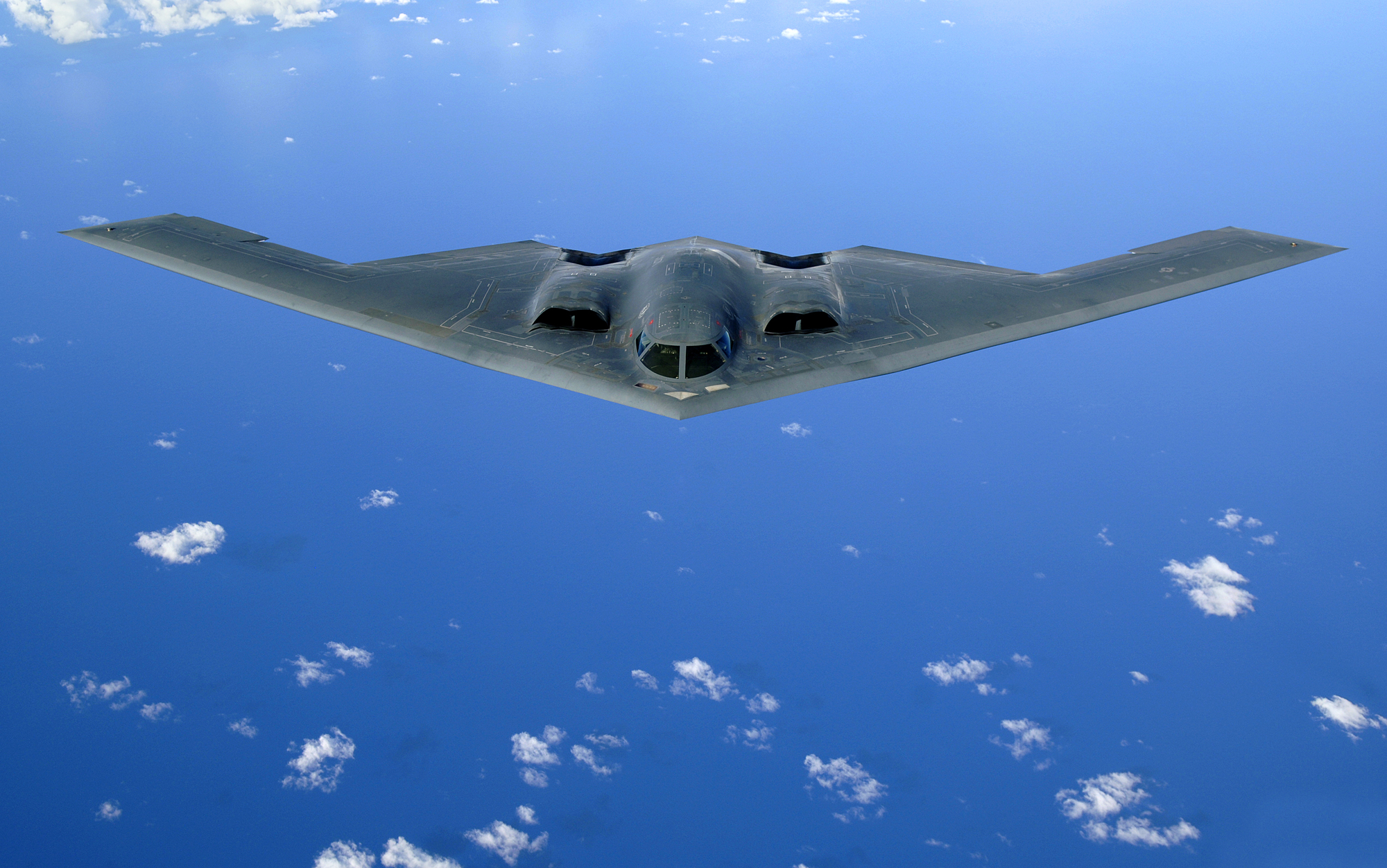
Стратегический бомбардировщик B-2 Spirit

Тактический знак НАТО для обозначения авиационных формирований на карте и в документах.

Военно-воздушные силы (ВВС) — вид вооружённых сил государства, в функции которого входит борьба с противником, находящимся в космосе, воздушном пространстве, на земле, на поверхности моря и под водой, а также транспортировка десанта, доставка имущества и вооружения и военной техники, воздушная разведка, разведка погоды при помощи летательных аппаратов.
ВВС являются важным элементом вооружённых сил и включает в себя:
- авиацию, некоторые её называют военной;
- специальные войска;
- службы;

Например, помимо авиации, ВВС России имеют: части и подразделения разведки, связи, радиотехнического обеспечения и автоматизированных систем управления, РЭБ, инженерные, РХБЗ, топогеодезические, поиска и спасания, метеорологические, воздухоплавательные, морально-психологического, материально-технического и медицинского обеспечения, части обеспечения и охраны органов военного управления);
В различных государствах ВВС могут выступать как самостоятельный вид Вооружённых сил или совместно с войсками противовоздушной обороны (ВПВО).
Получив первое боевое применение в 1911 году, ВВС уже в первой мировой войне играли существенную роль. Во второй мировой войне их применение носило массовый характер, они оказывали важнейшее влияние на решение стратегических задач воюющих сторон. За время этой войны ВВС всех воюющих стран совершили свыше 12 миллионов боевых вылетов, сбросив не менее 5 миллионов тонн авиабомб (в 100 раз больше, чем в 1914—1918 гг.). Воюющие государства произвели за годы войны не менее 700 000 самолётов, из них к концу войны на вооружении находились 90 000.
В послевоенное время роль ВВС продолжает усиливаться, поставленные перед ними цели и задачи — расширяться.
Рода авиации в ВВС ВС Союза ССР и России:
- дальняя (стратегическая);
- фронтовая;
- военно-транспортная;
- санитарная.

В составе сухопутных войск, военно-морского флота и войск ПВО государства может быть морская (палубная и берегового базирования) авиация и авиация ПВО соответственно. Может существовать также авиация Сухопутных войск (также известная как армейская авиация), а также авиация наземных стратегических ядерных сил (например, авиация РВСН в России). Указанные структуры обычно не входят в состав ВВС государства.
Производство собственных летательных аппаратов и наиболее мощные военно-воздушные силы имеют вооруженные силы России, Великобритании, Германии, Израиля, Китая, США, Франции, Турции и Саудовской Аравии. Старейшими ВВС в мире являются ВВС России, созданные 12 августа 1912 года.
Основу ВВС большинства развитых стран в настоящее время составляют самолеты четвёртого поколения. В то же время активно ведётся разработка самолётов пятого поколения. Основные задачи, которые ставятся перед разработчиками летательных аппаратов нового поколения, это: оптимизация под определённые виды боевых задач, пониженная радиолокационная заметность и высокие манёвренные характеристики при сверхзвуковых скоростях.

### Формирования
Представлены основные формирования (подразделения, части, соединения и объединения) рода сил (авиация) вида вооружённых сил — ВВС или флота (ВВФ).
| Название формирований                         | Род сил                                                    | В составе                                     | Постоянное или временное |
| --------------------------------------------- | ---------------------------------------------------------- | --------------------------------------------- | ------------------------ |
| Экипаж                                        | Авиация (стратегическая, армейская, транспортная, морская) | Звено (отряд)                                 | Постоянное               |
| Звено (отряд)                                 | Авиация (стратегическая, армейская, транспортная, морская) | Эскадрилья                                    | Постоянное               |
| Эскадрилья                                    | Авиация (стратегическая, армейская, транспортная, морская) | Полк, отдельная эскадрилья (дивизион)         | Постоянное               |
| Полк, отдельная эскадрилья (дивизион)         | Авиация (стратегическая, транспортная, морская)            | Бригада                                       | Постоянное               |
| Бригада                                       | Авиация (стратегическая, армейская, транспортная, морская) | Дивизия (эскадра)                             | Постоянное               |
| Дивизия (эскадра)                             | Авиация (стратегическая, армейская, транспортная, морская) | Авиационный корпус                            | Постоянное               |
| Авиационный корпус                            | Авиация (стратегическая, армейская, транспортная, морская) | Воздушная армия                               | Постоянное               |
| Воздушная армия                               | Авиация (стратегическая, армейская, транспортная)          | Военно-воздушные силы (Военно-воздушный флот) | Постоянное               |
| Военно-воздушные силы (Военно-воздушный флот) | Авиация                                                    | Вооружённые силы                              | Постоянное               |